# Lieve Joris
Godelieve "Lieve" Elisabeth Achiel Micheline Joris (Neerpelt, 14 juni 1953) is een Vlaams schrijfster van reisverhalen.
Lieve Joris werd geboren als vijfde in een gezin van negen. Haar vader werkte bij de belastingdienst en bracht het door middel van avondstudie tot belastingontvanger, haar moeder was een molenaarsdochter.
Na de kostschool studeerde Joris een jaar psychologie in Leuven en vertrok daarna naar Amerika om als au pair te werken en rond te reizen. In 1975 ging ze naar Nederland, waar ze de School voor de Journalistiek in Utrecht volgde. Ze vestigde zich in Amsterdam en ging na haar studie schrijven voor de Haagse Post, NRC en het maandblad Avenue. Nadat ze tien jaar voor de Haagse Post had gewerkt, begon ze naast artikelen ook boeken te schrijven. In 1986 debuteerde ze met De Golf. Haar werk is journalistiek en literair.
Joris heeft veel gereisd door landen waar de situatie vaak niet ongevaarlijk was en heeft haar belevenissen beschreven, waarbij ze een link legt tussen de gebeurtenissen in de levens van de mensen die ze heeft ontmoet en de politiek-sociale en culturele context. Vooral het Midden-Oosten (De Golf, Een kamer in Cairo, De poorten van Damascus) en Afrika (Terug naar Congo, Mali blues, Dans van de luipaard, Het uur van de rebellen, De hoogvlaktes) hebben haar belangstelling, maar ze was ook in Hongarije (De melancholieke revolutie) en interviewde V.S. Naipaul op Trinidad (Zangeres op Zanzibar). Na de uitgave van De hoogvlaktes besloot Joris zich op Azië te oriënteren : Vietnam, Dubai, China. Ze reist de Afrikanen achterna die sinds enige jaren die kant opgaan. Lieve Joris logeert tijdens haar reizen veelal bij mensen thuis en legt gemakkelijk contact, waardoor ze in staat is samenlevingen vanuit een relatief persoonlijke invalshoek te beschrijven.
Veel van het werk van Joris is in het Engels, het Frans en het Duits vertaald. Haar eind 2006 gepubliceerde boek Het uur van de rebellen werd in Nederland wat stil ontvangen, maar in Frankrijk viel het in zeer goede aarde. In mei 2007 werd ze in de boekenbijlage van de krant Libération "een van de beste journalisten ter wereld" genoemd en op gelijke voet behandeld met een van haar grote voorbeelden, V.S. Naipaul. Hij en Ryszard Kapuściński zijn belangrijk geweest voor haar ontwikkeling als schrijver.
Sinds 1978 is Lieve Joris samen met haar Poolse man, de fotograaf Marek Stawski.

## Prijzen en onderscheidingen
- 1993 – De Henriette Roland Holst-prijs voor De melancholieke revolutie.
- 1999 – De Cultuurprijs van de Vlaamse Gemeenschap, voor Mali blues.
- 1999 – De Prix Astrolabe, een Franse prijs voor literaire reisverhalen, voor Mali blues.
- 2003 – De Cultuurprijs van de provincie Limburg (België) voor haar hele oeuvre.
- 2009 – De Prix Nicolas Bouvier, een Franse prijs voor De hoogvlaktes.
- 2010 – De Franse Orde van Kunst en Letteren
- 2014 – Bob den Uyl-prijs voor Op de vleugels van de draak.
- 2019 -  publieksprijs Confituur Boekhandels voor Terug naar Neerpelt